# 陈广文
陈广文（1936年4月—），河北大厂人，中华人民共和国政治人物。
早年供职于中共北京市前门区委组织部、中共崇文区委工业部。1972年，供职于崇文区革委会计划组、组织部，升任区长。1988年，任中共北京市委组织部部长。1998年，任北京市政协主席。